# 天津中医薬大学
天津中医薬大学（てんしんちゅういやくだいがく、Tianjin University of Traditional Chinese Medicine）は、中華人民共和国天津市南開区にある医療系の公立大学。1958年に創立した天津中医学院がルーツで、50年の歴史がある。1992年に中国唯一の中国伝統医薬国際大学が創立し、2006年に現校名に改める。学校は医学、理学、文学、管理の4種類の学科や中医学、鍼灸推拿学、中西医臨床医学、中薬学の専攻学科の他に国家重点学科が置かれている。

## 沿革
- 2006年 天津中医薬大学に改称。

## 学部
- 中医学院
- 鍼灸推拿学院
- 中薬学院
- 中薬制薬工程学院
- 中西医結合学院
- 看護学院
- 健康科学与工程学院
- 管理学院
- 健康与文化伝播学院
- 体育健康学院

## 付属病院
- 天津中医薬大学第一附属医院（中国語版）
- 天津中医薬大学第二附属医院（中国語版）
- 天津中医薬大学附属保康医院
- 天津中医薬大学附属武清中医医院
- 天津中医薬大学附属北辰中医医院
- 天津中医薬大学附属南开中医院

## 天津中医薬大学中薬学院日本校
天津中医薬大学日本校は、兵庫県神戸市中央区に存在する学校。学科は、中薬課程のみ。医学、薬学を教育している。4年目である最終学年は中国の本校に通い、専門科目と中国語を学ぶというところが特徴。すべてのカリキュラムを履修し卒業することにより中国大学の中薬学士の学位が授与される。文部科学大臣が指定する外国大学の日本校であり、卒業者は日本の大卒と同等に扱われるため日本の大学院への進学も可能。

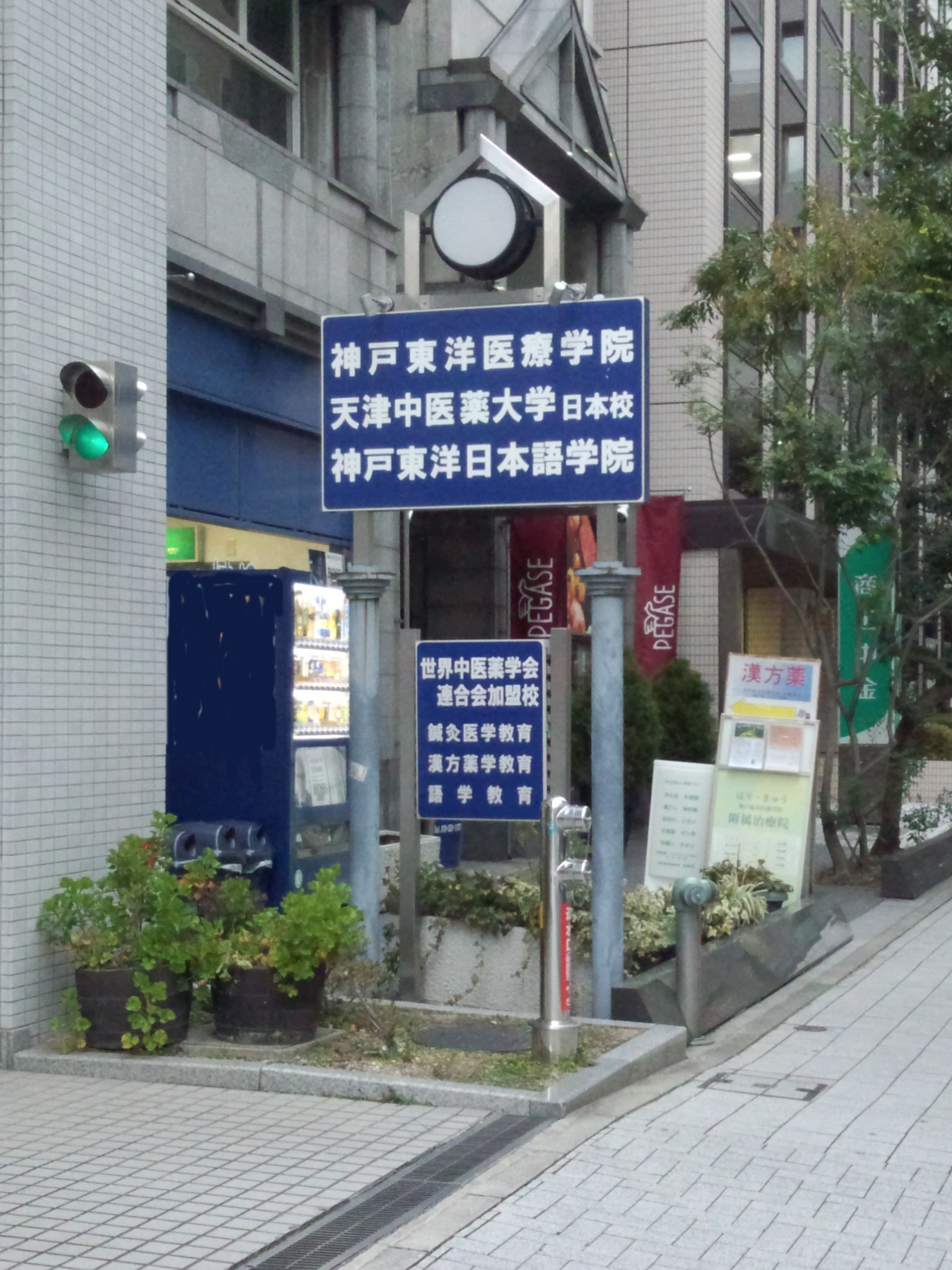
天津中医薬大学日本校
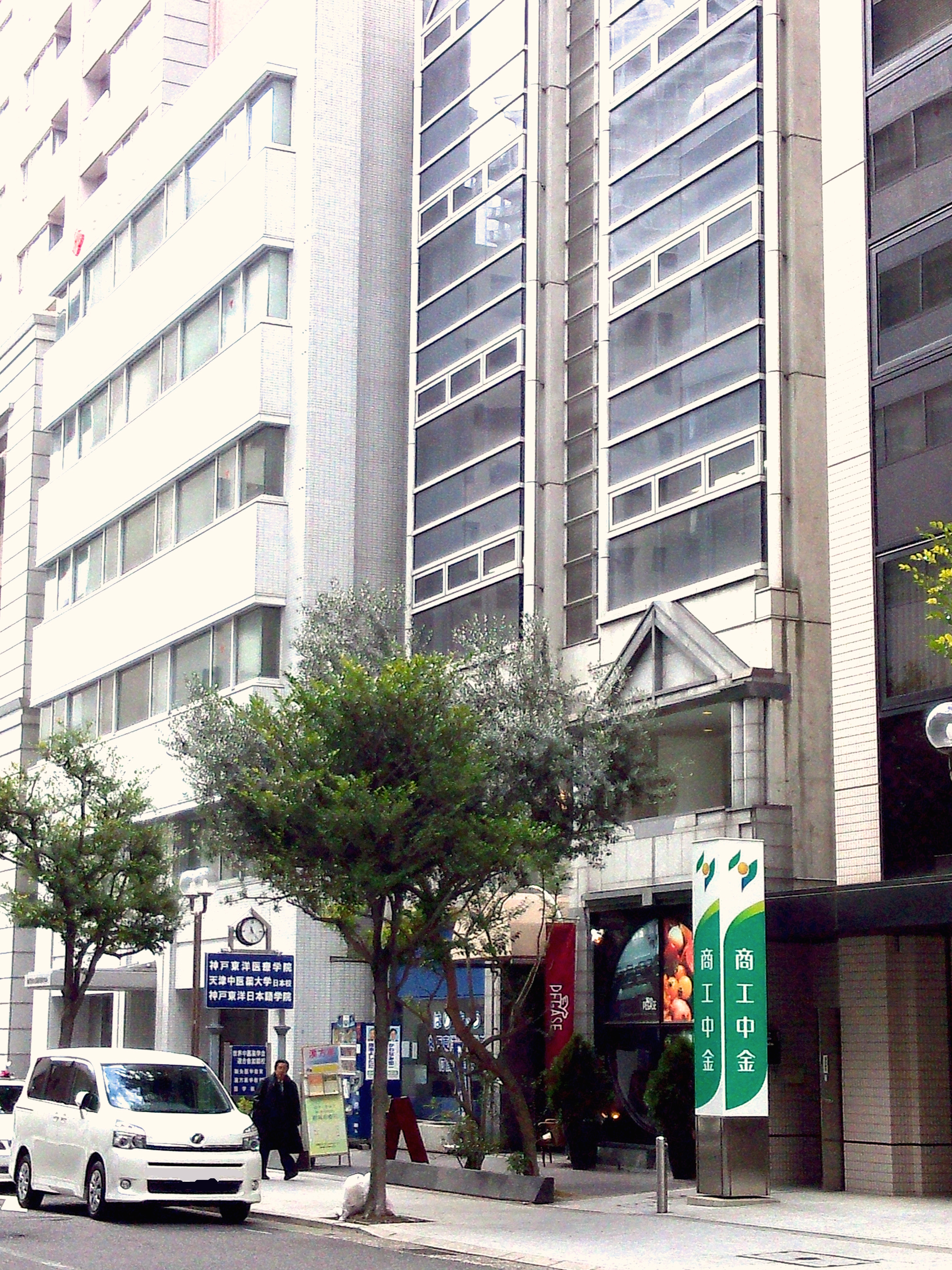
天津中医薬大学日本校（遠景）

## 対外関係

### 日本における協定校
- 鈴鹿医療科学大学
- 千葉大学
- 名古屋市立大学
- 兵庫医科大学
- 横浜薬科大学
- 日本薬科大学
- 神戸学院大学

部局間協定
- 一般社団法人神戸東洋医療学院と薬学部